# N-Acetilszerotonin
Az N-acetilszerotonin (NAS), más néven normelatonin, a melatonin szerotoninból történő endogén előállításának természetben előforduló kémiai köztes terméke. Önmagában is rendelkezik biológiai aktivitással, többek között melatoninreceptor-agonistaként, és a TrkB agonistájaként is. Antioxidáns hatású.
A melatoninhoz hasonlóan a NAS is agonista a melatonin MT1, MT2 és MT3 receptorokon, és neurotranszmitternek tekinthető. Ezenkívül a NAS az agy egyes területein olyan helyeken is eloszlik, ahol a szerotonin és a melatonin nem, ami arra utal, hogy saját, egyedi központi feladatai lehetnek, ahelyett, hogy csupán prekurzorként működne a melatonin szintézisében. 
A NAS-ról ismert, hogy antidepresszáns, neurotrófiás és kogníciót javító hatású, és javasolták, hogy célpontja legyen az öregedéssel összefüggő kognitív hanyatlás és depresszió kezelésének.
A NAS-nak állítólag gyulladáscsökkentő hatása van. Kimutatták, hogy a NAS gátolja a TNF-α proinflammatorikus citokin LPS által stimulált termelését differenciált THP-1-eredetű humán monocitákban.